# Mirko Alilović
Mirko Alilović (* 15. September 1985 in Ljubuški, SR Bosnien und Herzegowina, SFR Jugoslawien) ist ein kroatischer Handballspieler. Alilović, der für den polnischen Verein Wisła Płock spielt und für die kroatische Männer-Handballnationalmannschaft (Rückennummer 25) auflief, ist Handballtorwart.

## Karriere
Mirko Alilović begann beim RK Izviđač Ljubuški in seiner Heimatstadt mit dem Handballspiel. Dort debütierte er bereits mit 15 Jahren in der ersten bosnischen Liga und gewann 2002, 2004 sowie 2005 die bosnische Meisterschaft. 2005 wurde er vom spanischen Spitzenclub Ademar León verpflichtet. Mit Ademar stand er 2007 im Finale des Europapokals der Pokalsieger, unterlag aber dem deutschen Verein HSV Hamburg. Im Sommer 2010 unterzeichnete er einen Vertrag beim slowenischen Verein RK Celje. Nach nur einer Saison unterschrieb er einen Vertrag beim ungarischen Spitzenverein KC Veszprém. Mit Veszprém gewann er 2012, 2013, 2014, 2015, 2016 und 2017 die ungarische Meisterschaft sowie 2012, 2013, 2014, 2015, 2016 und 2017 den ungarischen Pokal. In der EHF Champions League 2013/14 erreichte er das Final Four. Im Sommer 2018 wechselte er zum Ligakonkurrenten SC Szeged. Mit Szeged gewann er 2021 und 2022 die ungarische Meisterschaft sowie 2019 den ungarischen Pokal. Im Sommer 2023 wechselte er zum polnischen Erstligisten Wisła Płock. Mit Płock gewann er 2024 den polnischen Pokal sowie 2024 und 2025 die polnische Meisterschaft.
Obwohl er in der Herzegowina geboren wurde, nahm Mirko Alilović die kroatische Staatsbürgerschaft an und bestritt bisher mindestens 164 Länderspiele für die kroatische Männer-Handballnationalmannschaft. Bei der Handball-Weltmeisterschaft der Männer 2007 in Deutschland stieg er aufgrund des verletzungsbedingten Ausfalls von Stammtorhüter Vlado Šola zur Nummer 1 seines Teams auf; am Ende belegte Kroatien aber nur den 5. Platz. Bei der Handball-Europameisterschaft 2008 in Norwegen wurde er mit seinem Land Vize-Europameister. Bei den Olympischen Spielen 2008 belegte er mit Kroatien den vierten Platz und 2009 wurde er Vize-Weltmeister. Im Sommer 2012 nahm Alilović erneut an den Olympischen Spielen in London teil, wo er die Bronzemedaille gewann.